# Limnonectes gyldenstolpei
Espèce
Synonymes
- Elachyglossa gyldenstolpei Andersson, 1916
- Rana pileata Boulenger, 1916

Statut de conservation UICN

 LC  : Préoccupation mineure
Limnonectes gyldenstolpei est une espèce d'amphibiens de la famille des Dicroglossidae.

## Répartition
Cette espèce se rencontre au Cambodge, au Laos et en Thaïlande.
Sa présence est incertaine en Birmanie.

## Étymologie
Cette espèce est nommée en l'honneur de Nils Gyldenstolpe (1886-1961).

## Publication originale
- Andersson, 1916 : Zoological results of the Swedish zoological expeditions to Siam 1911-1912 and 1914. 3. Batrachians. Kongliga Svenska Vetenskaps-Akademiens Handlingar, vol. 55, no 4, p. 13-17 (texte intégral).